# Halticacris
Halticacris is een geslacht van rechtvleugeligen uit de familie veldsprinkhanen (Acrididae). De wetenschappelijke naam van dit geslacht is voor het eerst geldig gepubliceerd in 1976 door Descamps.

## Soorten
Het geslacht Halticacris omvat de volgende soorten:
- Halticacris guyanensis Descamps, 1977
- Halticacris orientalis Descamps, 1980
- Halticacris spinifer Descamps, 1976